# Танцхаз
Танцхаз (дословно „плесна кућа“) је „лежерни“ мађарски народни плесни догађај (за разлику од сценских наступа). То је аспект оживљавања мађарских корена традиционалне културе који је започео почетком 1970-их и остаје активан део националне културе широм земље, посебно у градовима попут Будимпеште. Танцхаз се ослања на традиције широм региона Краљевине Угарске (нарочито Трансилваније), посебно музике и плеса. Термин је изведен из трансилванске традиције одржавања плесова у домовима појединца.

## Обнављање традиције
Традиције танцхаза обновљене су што је аутентичније могуће, што је потпомогнуто прилично детаљним истраживањем мађарске културе. Покрет чине бројне неформалне групе. Поред тога, етнички Мађари изван Мађарске, попут оних у Трансилванији, Словачкој и долини реке Сирет у Молдавији, такође славе покрет танцхаз. Општина Сик у Румунији има три улице: Фелсег, Чипкесег и Форросег, а свака улица је имала свој „танцхаз“. Две плесне куће су обновљене или поново изграђене: плесна кућа Чипкесег сада је музеј, а у обновљеној плесној кући Форросег можете се дивити сликама плесне куће Корниша Петера, фотографа из Будимпеште. Сваког месеца у Сику постоји мађарска плесна кућа коју организује фондација Чипкесег.

### Најважнији ансамбли и институције
Унутар Сједињених Држава наступају мађарске плесне групе попут Чурдонголо (у Њу Џерзију), Тиса Еншембле (у Вашингтону), Карпаток (у Лос Анђелесу), Елетфа (у Њујорку и Њу Џерзију) и Чардаш (у Кливленду) на сцену доносећи осећај танцхаза широј публици, а кампови као што су Ти Ти Табор (у држави Вашингтон) и Чипке (у Мичигену) доводе наставнике плеса и музичаре из Мађарске и Трансилваније да подуче северно-американце о музици и плесу мађарског народа.
Народни ансамбл Чурдонголо основан је 1998. године, а 2008. године постао је непрофитна организација посвећена учењу, очувању и промоцији мађарске културе. Током година, Чурдонголо, чији су чланови прва, друга и трећа генерација америчких Мађара, еволуирао је у један од водећих етничких ансамбала народних плесова у Северној Америци. Група наступа на локалним мађарским програмима националних празника, мађарско-америчким друштвеним догађајима попут добротворних балова, прославе пролећа, жетве и културних фестивала у заједницама Њујорка. Чурдонголо организује бројне догађаје плесних кућа који су отворени за јавност, пружајући прилику за учење мађарских народних плесова и музике из различитих региона.
Ансамбл Тиса представља традиционалне мађарске народне игре кроз часове и перформансе и учествује у танцхаз (плесним кућама), радионицама и камповима широм Северне Америке (а понекад чак и до Мађарске и Трансилваније).
Мађарски народни ансамбл Елетфа основала су 1987. године деца мађарских имиграната, а тренутно га чини прва генерација и мађарски имигранти који живе у Њу Џерсију, Њујорку и Вашингтону, ДЦ. Елетфа, што значи Дрво живота, симболизује основну мисију и страст ансамбла, а то је очување прошлости преношењем на следећу генерацију. Елетфа наступа на широком спектру места, од концертних сала, фестивала на отвореном, музеја до танцхазе - плесних кућа или мађарских народних плесних забава. Посвећени су ширењу своје радости због аутентичне мађарске народне музике, песме и игре из данашњих села и историјске Мађарске на публику свих старосних група, унутар мађарске заједнице и широм Северне Америке.
Чардаш ансамбл је непрофитна плесна организација лоцирана у Охају, а представља традиционално и савремено мађарско наслеђе у околини и на међународним турнејама. Основан је 1994. године.
Мађарски народни камп Ти Ти Табор нуди богато уживање у аутентичној мађарској народној култури како за одрасле тако и за децу. Смештен на острву Рафт, у држави Вашингтон, камп доводи стручњаке из Мађарске да предају народни плес, музику, певање и традиционалне народне уметности.
У Великој Британији, ансамбл Черго има редовну мађарску плесну кућу у Лондону.

## Значај танцхаз методе
Као признање ревитализацији и заштити напора методе танцхаз у подучавању традиционалног плеса, уписан је на УНЕСКО-в списак нематеријалног наслеђа хитних мера заштите у новембру 2011. Према другом извору, танцхаз је уписан на листу нематеријалног наслеђа добрих мера заштите, 2011. године.